# Гелен Еллінгем
Гелен Еллінгем (уроджена Гелен Мері Елізабет Патерсон; англ. Helen Allingham, 26 вересня 1848, c. Сводлінкот, неподалік від Бертон-апон-Трент у графстві Дербішир — 28 вересня 1926, Гейслмір у графстві Суррей) — англійська художниця-акварелістка, ілюстраторка.

## Біографія

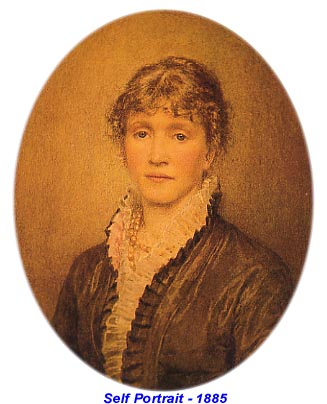
Автопортрет (1885)

Народилася в сім'ї сільського лікаря Александера Генрі Патерсона старшою з семи дітей. У 13-річному віці залишилася сиротою. З раннього віку мала талант до малювання, який підтримувався її бабусею Сарою Сміт Герфорд і тіткою Лорою, відомими художницями свого часу.
Спочатку протягом трьох років навчалася живопису в Бірмінгемській художній школі, потім з 1867 відвідувала курс в Жіночій школі мистецтв, філії Королівського коледжу мистецтв в Лондоні. Молода Гелен перебувала під сильним впливом викладачів школи Фредеріка Вокера, сера Фредеріка Лейтона, представників вікторіанського академізму (салонного мистецтва), і прерафаеліта сера Джона Еверетта Мілле. Навчання в школі при Королівській академії було безкоштовним, але Гелен потребувала коштів для оплати житла і щоденних витрат.
У зв'язку з цим під час навчання Гелен стала працювати ілюстраторкою в різних видавництвах і через деякий час вирішила відмовитися від подальшого навчання на користь кар'єри професійної художниці. Вона займалася оформленням книг для дітей і дорослих, виконала, зокрема, престижне замовлення на ілюстрації до книги Томаса Гарді «Далеко від божевільного натовпу», а також для періодичних видань, у тому числі газет. На вечірніх заняттях в Школі витончених мистецтв познайомилася і стала на довгі роки близькою подругою художниці і письменниці Кейт Гріневей.
У 1874 одружилася з поетом і редактором журналу «Fraser's Magazine» Вільямом Еллінгемом (1828—1889), майже вдвічі старшим за неї. Після одруження вона відмовилася від ілюстрування і повернулася до акварельного живопису.
У 1881 сім'я переїхала з Челсі в с. Вітлі в графстві Суррей. Еллінгем почала малювати красиві сільські пейзажі, навколишню природу, мальовничі сільські будинки і маєтки Суррея і Сассекса, і незабаром стала популярною художницею. Вона продовжувала писати сільські пейзажі і в інших частинах Англії — Мідлсексі, Кенті, острові Вайт, а також за кордоном: в Ірландії, Франції, Італії (Венеції). Дві її акварелі, «Доярка» і «Чекай мене», були прийняті на літню виставку Королівської академії в 1874 році.
У 1888 здоров'я чоловіка погіршилося, і пара вирішила повернутися в Лондон, щоб бути поруч з численними друзями і забезпечувати освіту своїх трьох дітей. Вони оселилися в Гемпстеді, але Гелен продовжувала творчі поїздки в графства Суррей і Кент. У листопаді 1889 чоловік помер, залишивши Гелен з дітьми майже без нічого. Їй довелося докласти багато зусиль і плідної роботи, щоб щорічно виставляти свої акварелі на виставках в Лондоні. Гелен Еллінгем співпрацювала з видавництвом книг про життя Англії (1903). У 1905 працювала зі своїм братом Артуром Патерсоном над книгою «Будинки Теннісона», що містить 20 її акварелей. Редагувала кілька збірок віршів чоловіка.
У творчому доробку художниці є також кілька портретів, в тому числі письменника Томаса Карлейля.
Гелен Еллінгем в 1890 стала першою жінкою, прийнятою в якості повноправного члена британського Королівського товариства акварелістів.

## Галерея
|  |  |  |  |  |